# Leichtathletik-Weltmeisterschaften 2011/Teilnehmer (Republik Moldau)
| Gelbes Symbol für Goldmedaillen mit stilisierten Olympischen Ringen | Graues Symbol für Silbermedaillen mit stilisierten Olympischen Ringen | Braundes Symbol für Bronzemedaillen mit stilisierten Olympischen Ringen |
| ------------------------------------------------------------------- | --------------------------------------------------------------------- | ----------------------------------------------------------------------- |
| —                                                                   | —                                                                     | —                                                                       |

Der moldauische Leichtathletik-Verband stellte bei den Leichtathletik-Weltmeisterschaften 2011 im koreanischen Daegu drei Teilnehmer.

## Ergebnisse

### Männer

#### Laufdisziplinen
| Athlet        | Disziplin        | Vorlauf        | Vorlauf | Halbfinale | Halbfinale | Finale         | Finale |
| Athlet        | Disziplin        | Zeit           | Platz   | Zeit       | Platz      | Zeit           | Platz  |
| ------------- | ---------------- | -------------- | ------- | ---------- | ---------- | -------------- | ------ |
| Iwan Lukjanow | 3000 m Hindernis | 8:23,88 min SB | 15      |            |            | 8:19,69 min SB | 8      |

### Frauen

#### Sprung/Wurf
| Athletin          | Disziplin  | Qualifikation | Qualifikation | Finale        | Finale        |
| Athletin          | Disziplin  | Weite/Höhe    | Platz         | Weite/Höhe    | Platz         |
| ----------------- | ---------- | ------------- | ------------- | ------------- | ------------- |
| Marina Marghieva  | Hammerwurf | 67,95 m       | 17            | ausgeschieden | ausgeschieden |
| Zalina Marghieva1 | Hammerwurf | 70,09 m       | 9             | 70,27 m       | 8             |

1 nachträglich des Dopingvergehens überführt